# The Crunch
The Crunch är en engelsk/svensk powerpop-grupp med rock och punkinfluenser. 
Medlemmar är Sören "Sulo" Karlsson, sång, Mick Geggus gitarr, Dave Tregunna basgitarr, Idde Schultz på keyboard och kör samt Terry Chimes på trummor.
The Crunch startades januari 2013. Första singeln "Down By the Border", släpptes på 7" vinyl samt YouTube video 3 juni 2013. Därefter släpptes nästa singel "Fire Again" för nedladdning och YouTube video 14 oktober 2013. Hela albumet Busy Making Noise (Legal Records) kom ut 28 oktober 2013 på CD, Vinyl och för nedladdning.
Första spelningen gjordes på The Garage i London 5 juni 2013.
2015 blev Idde Schultz medlem i bandet efter att från start varit med på alla spelningar och även körat på första plattan. 30 april samma år släpptes bandets andra album på vinyl och CD, Brand New Brand.
Första singeln från andra albumet, "Neon Madonna" släpptes 23 mars och är en backbeat driven punk-noir låt som tar publiken till sent 70-tal.
Nästa singel kom i juni 2015 och går i Glam-popens anda "25 hours a day", en kärlekshyllning till rockmusik.
I "Brand Mew Brands" tredje singel, "Solid Rock Steady", tar Idde Schultz över mikrofonen från Sulo Karlsson.

## Diskografi
Album
- 2013 – Busy Making Noise
- 2015 – Brand New Brand

Singlar
- 2013 – "Down By the Border"
- 2013 – "Fire Again"
- 2013 – "A Little Bit of Grace" (med Idde Schultz)
- 2015 – "Neon Madonna"
- 2015 – "25 Hours a Day"
- 2015 – "Solid Rock Steady" (med Idde Schultz)